# Urteil des Ivo Hélory (Plonévez-du-Faou)

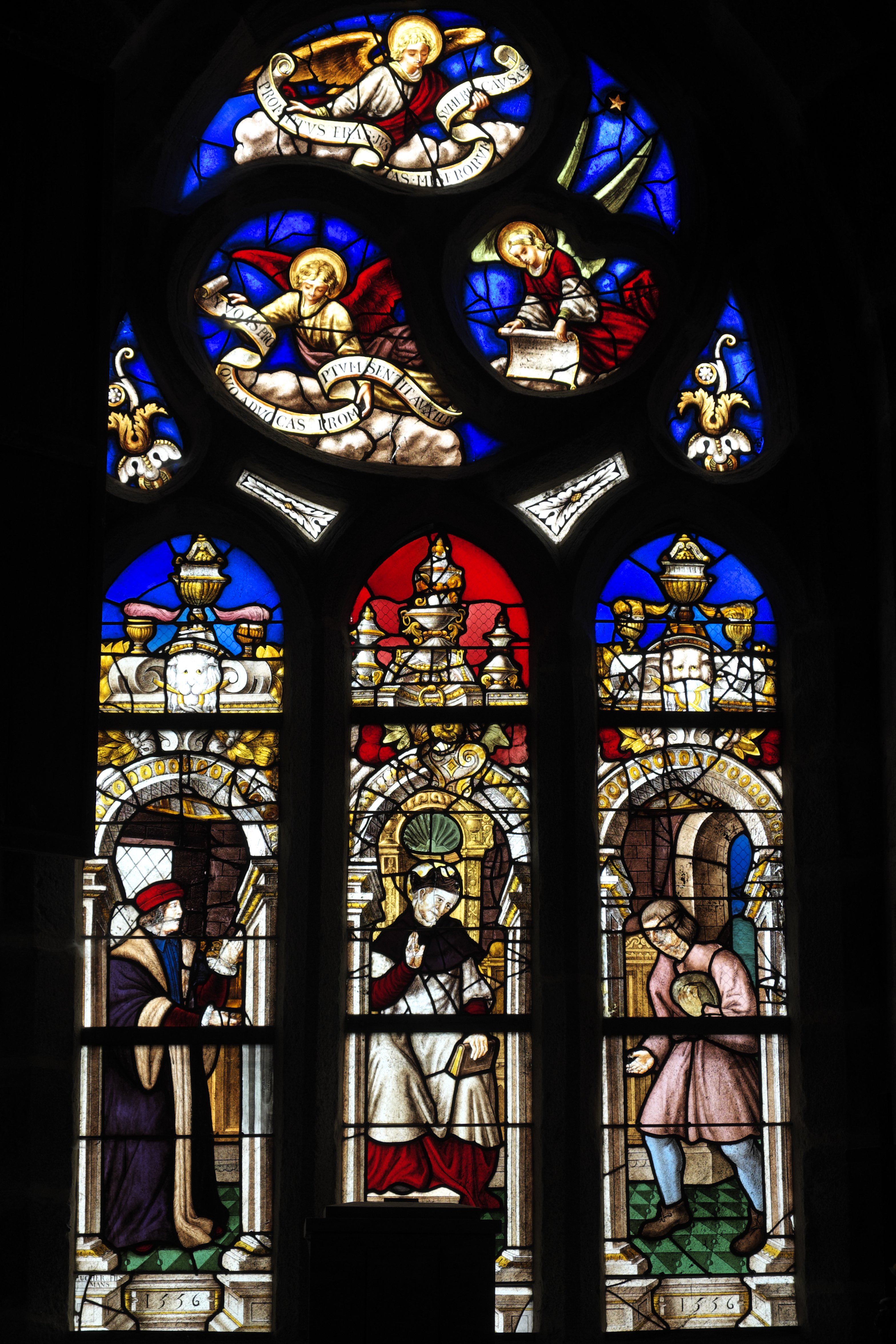
Fenster Urteil des Ivo Hélory in Plonévez-du-Faou

Das Fenster Urteil des Ivo Hélory in der katholischen Kapelle St-Herbot in Plonévez-du-Faou, einer französischen Gemeinde im Département Finistère in der Region Bretagne, wurde 1556 geschaffen (auf dem Fenster ist unten die Jahreszahl angebracht). Das Bleiglasfenster wurde 1906 als Monument historique in die Liste der geschützten Objekte (Base Palissy) in Frankreich aufgenommen.
Das Fenster im Chor stammt von einer unbekannten Werkstatt. Es stellt den heiligen Ivo Hélory († 1303) in seinem Richteramt dar. Der Reiche an seiner linken Seite, dessen Goldmünze Ivo nicht annimmt, versucht Ivo zu bestechen. Stattdessen wendet er sich dem Armen an seiner rechten Seite zu. Die Szene wird von einem prächtigen Architekturrahmen geschmückt.
Das Fenster wurde 1886 von Eugène Hucher und seinem Sohn Ferdinand in der Glasmalereiwerkstatt der Karmelitinnen von Le Mans restauriert und ergänzt. 
Neben dem Fenster Urteil des Ivo Hélory gibt es zwei weitere Fenster aus der Zeit der Renaissance in der Kapelle (siehe Navigationsleiste).

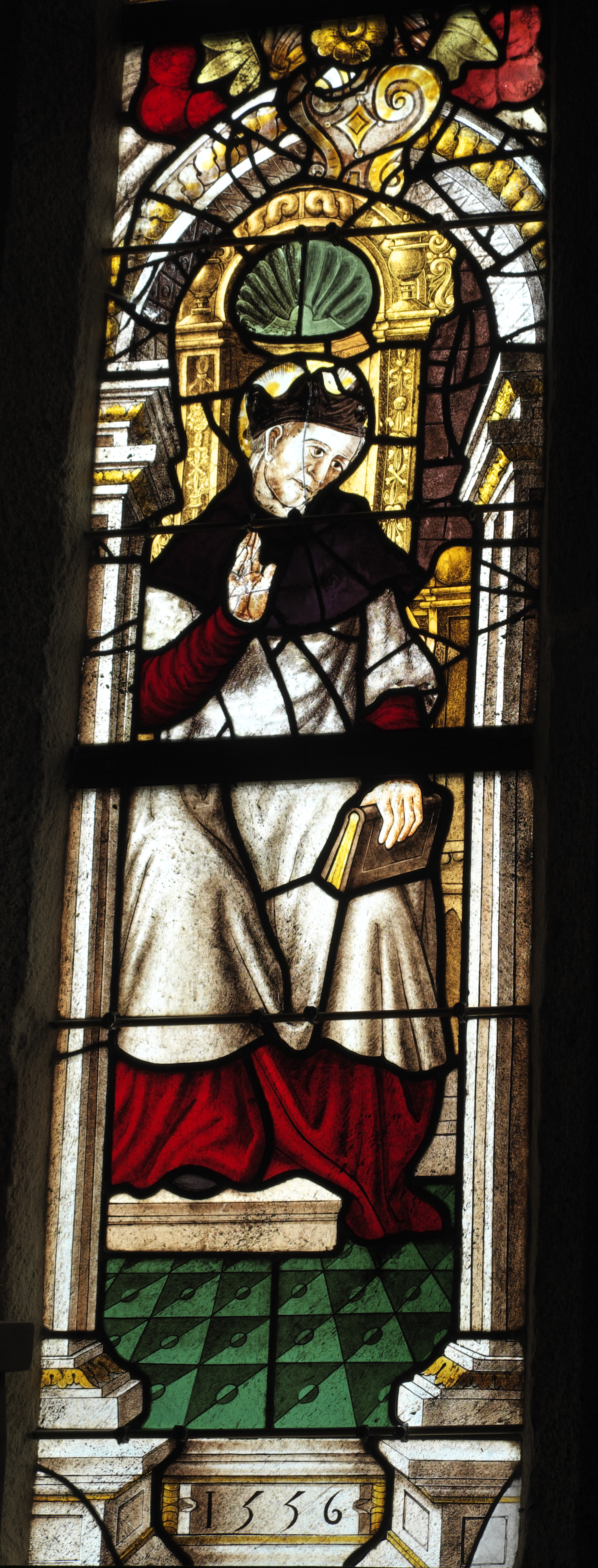
Der heilige Ivo, sitzend mit einem Buch in der Hand
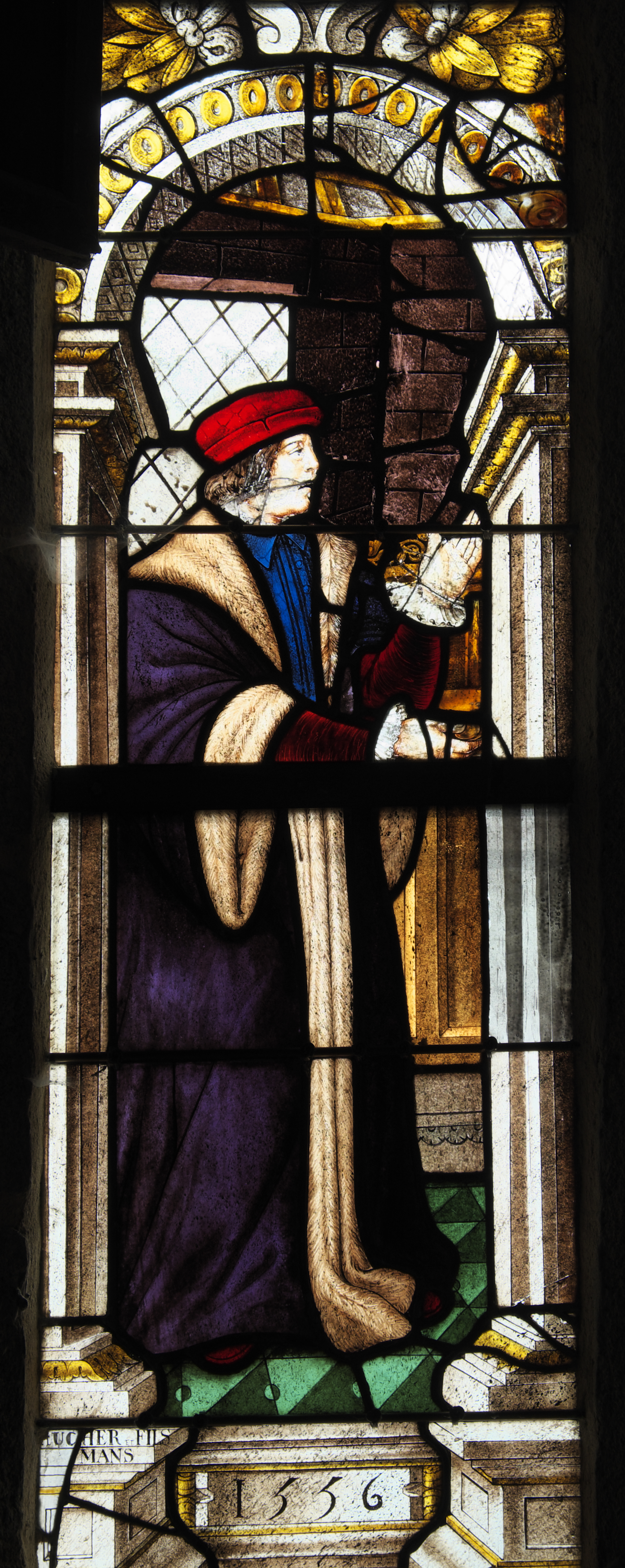
Der Reiche mit prächtigem Gewand
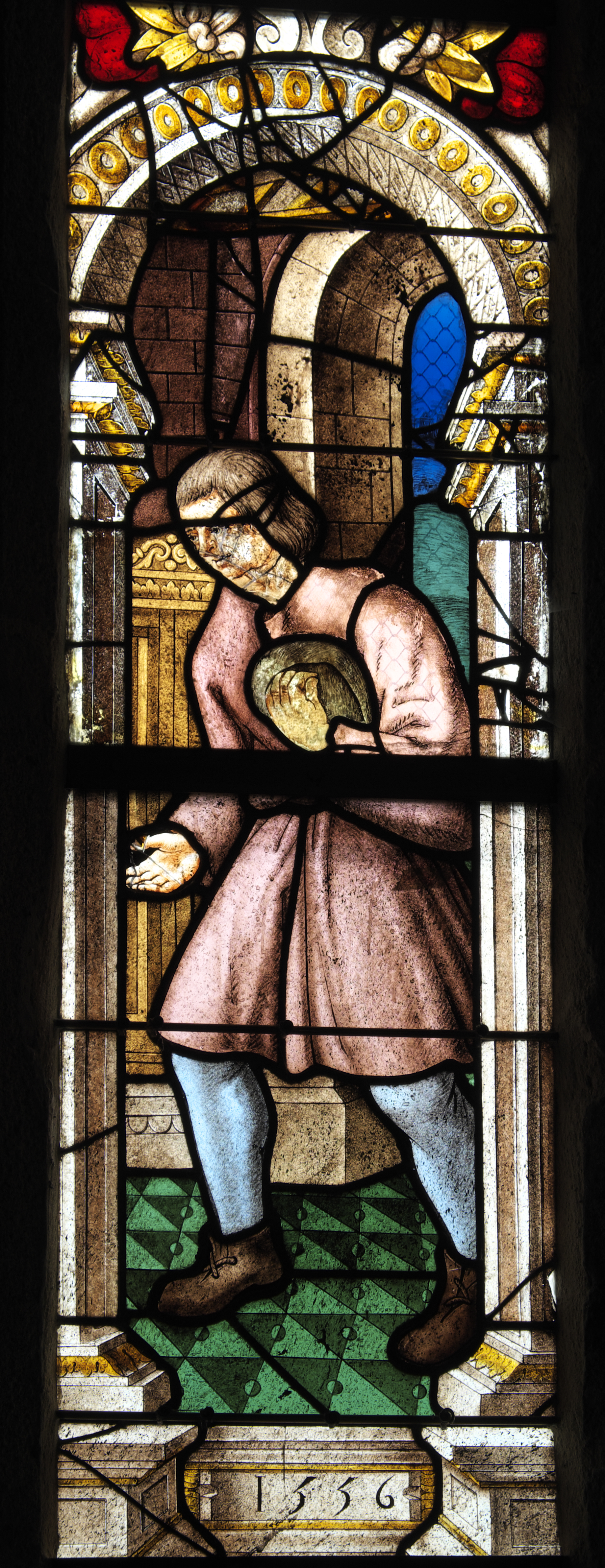
Der Arme in einfacher Kleidung